# Lily-Rose Aslandogdu
Ne doit pas être confondu avec Lili Rose.
Lily-Rose Aslandogdu, née le 19 mars 2003, est une actrice britannique. Enfant, elle joue d'abord dans deux courts-métrages diffusés par l'association Save the Children, puis dans le film Quelques minutes après minuit.

## Biographie
Elle est née à Harlow le 19 mars 2003.

## Filmographie

### Cinéma
- 2014 : If London Were Syria (en) (sous-titrée « Most Shocking Second a Day Video »), vidéo publiée le 5 mars sur Internet par l'association Save the Children, dans lequel Lily-Rose Aslandogdu a le rôle principal et vue 55 millions de fois[2].
- 2016 : Still The Most Shocking Second A Day, également vidéo de Save the Children, et où elle tient également le rôle principal[3]
- 2016 : Quelques minutes après minuit : Lily[4]
- 2017 : Modern Life Is Rubbish : Sally Jones

### Télévision
- 2016-2017 : Call the Midwife : Belinda Mullucks (2 épisodes)[5]
- 2018 : L'Aliéniste : Alice Roosevelt (3 épisodes)